# Trimerotropis santabarbara
Trimerotropis santabarbara är en insektsart som beskrevs av Rentz, D.C.F. och Weissman 1981. Trimerotropis santabarbara ingår i släktet Trimerotropis och familjen gräshoppor. Inga underarter finns listade i Catalogue of Life.